# Raiffeisenbank Moormerland
Die Raiffeisenbank eG (im Außenauftritt Raiffeisenbank eG Moormerland) ist eine deutsche Genossenschaftsbank mit Sitz im Ortsteil Warsingsfehn in der niedersächsischen Gemeinde Moormerland im Landkreis Leer in Ostfriesland.

## Geschichte
Die heutige Raiffeisenbank eG wurde am 30. Juli 1909 als Spar- und Darlehnskasse eGmuH mit Sitz in Neermoor gegründet. Die Eintragung in das Genossenschaftsregister des Amtsgerichts Leer erfolgte am 26. August 1909 unter der Nummer 32.
Im Jahr 1961 erfolgte die Umwandlung der Genossenschaft mit unbeschränkter Haftung in die einer mit beschränkter Haftung. Die Firma lautete seitdem Spar- und Darlehnskasse Neermoor eGmbH. 1964 wurde eine Zweigstelle in Veenhusen errichtet. Im Jahr 1975 folgte eine Zweigstelle in Warsingsfehn.
Im Jahr 1984 erfolgte die Fusion mit der Raiffeisenbank Hesel eG mit dem Sitz in Hesel zur Raiffeisenbank Neermoor-Hesel eG. Nur ein Jahr später folgte eine weitere Fusion mit der Raiffeisenbank Großefehn-Königshoek eG in Westgroßefehn zur Raiffeisenbank Neermoor-Hesel-Großefehn eG. Der Sitz der fusionierten Bank blieb in Moormerland-Neermoor.
Im Jahr 1993 erfolgte die Fusion mit der Raiffeisen-Warengenossenschaft Oldersum eG mit Sitz in Moormerland-Oldersum und die Umfirmierung in den noch heute verwendeten, ortsneutralen Namen Raiffeisenbank eG. In diesem Zuge wurde auch der Hauptsitz von Neermoor in einen Neubau in Warsingsfehn verlegt, welches seit 1973 zentraler Hauptort der Gemeinde Moormerland ist.
Die letzten beiden Fusionen erfolgten im Jahr 2000 mit der Raiffeisenbank Oldersum eG sowie im Jahr 2001 mit der Spar- und Darlehnskasse Holtland eG mit dem Sitz in Holtland.
Diese und weitere, bereits länger zurückliegende Fusionen sind aus dem nachfolgenden Stammbaum ersichtlich. Angegeben ist der zum Zeitpunkt der Verschmelzung geführte Name.

### Stammbaum
- Raiffeisenbank eG Moormerland
  - Raiffeisenbank Hesel eG (bis 1984)
  - Raiffeisenbank Großefehn-Königshoek eG (bis 1985)
    - Raiffeisenbank Westgroßefehn eG (bis 1971)
      - Landwirtschaftliche Bezugs- und Absatzgenossenschaft Großefehn eGmbH (bis 1970)

    - Raiffeisenkasse Königshoek eG (bis 1971)
      - Spar- und Darlehnskasse Hatshausen eGmuH (bis 1925)
      - Spar- und Darlehnskasse Timmel eGmuH (bis 1951)

    - Ein- und Verkaufsgenossenschaft Spetzerfehn eGmbH (bis 1971)
    - Bezugs- und Absatzgenossenschaft Voßbarg-Strackholt eGmbH (bis 1971)

  - Raiffeisen-Warengenossenschaft Oldersum eG (bis 1993)
  - Raiffeisenbank Oldersum eG (bis 2000)
    - Spar- und Darlehnskasse eGmuH Simonswolde (bis 1964)
    - Raiffeisenbank Ochtelbur eG (bis 1994)

  - Spar- und Darlehnskasse Holtland eG (bis 2001)

## Rechtsverhältnisse
Die Raiffeisenbank eG ist im Genossenschaftsregister beim Amtsgericht Aurich unter GnR 110011 eingetragen.

## Organisationsstruktur
Rechtsgrundlagen sind das Genossenschaftsgesetz und die durch die Vertreterversammlung beschlossene Satzung. Organe der Bank sind der Vorstand, der Aufsichtsrat und die Vertreterversammlung.

## Sicherungseinrichtung
Die Raiffeisenbank eG ist der amtlich anerkannten Sicherungseinrichtung des Bundesverbandes der Deutschen Volksbanken und Raiffeisenbanken GmbH und der zusätzlichen freiwilligen Sicherungseinrichtung des Bundesverbandes der Deutschen Volksbanken und Raiffeisenbanken e. V. angeschlossen.

## Geschäftsausrichtung
Die Raiffeisenbank eG betreibt das Universalbankgeschäft. Im Verbundgeschäft arbeitet sie mit der DZ Bank, DZ Privatbank, R+V Versicherung, Bausparkasse Schwäbisch Hall, Teambank, VR Smart Finanz, DZ Hyp, Münchener Hypothekenbank und der Union Investment zusammen.

## Geschäftsgebiet
Das Geschäftsgebiet umfasst den nördlichen Teil des Landkreises Leer und den südlichen Teil des Landkreises Aurich.
An diesen Orten betreibt die Bank Filialen:
- Warsingsfehn (Hauptstelle, jur. Sitz)
- Hesel (Geschäftsstelle)
- Neermoor (Geschäftsstelle)
- Oldersum (Geschäftsstelle)
- Riepe (Geschäftsstelle)
- Strackholt (Geschäftsstelle)
- Veenhusen (Geschäftsstelle)